# Darino (Kursk)
Darino (en ruso: Дарьино) es un pueblo ruso perteneciente al óblast de Kursk. Situado en el suroeste del país, forma parte del distrito de Sudzha.
Entre el 6 de agosto y el 19 de septiembre de 2024 el pueblo fue ocupado por Ucrania en el marco de la Incursión ucraniana en el óblast de Kursk de agosto de 2024.

## Geografía
Darino está situado a orillas del río Snágost, 17 km al noroeste de Sudzha y 96 km al suroeste de Kursk. 

## Historia
El 6 de agosto de 2024, el pueblo fue escenario de una incursión en la óblast de Kursk de las Fuerzas Armadas de Ucrania en el transcurso de la guerra ruso-ucraniana.El 15 de agosto, el gobierno ucraniano anunció la formación de una administración militar para brindar ayuda humanitaria a los civiles y mantener la ley y el orden, donde se integró a Darino.
El 19 de septiembre de 2024, el subjefe de la dirección política y militar de las Fuerzas Armadas rusas, Apti Alaudinov, afirmó en un mensaje en Telegram, que las tropas rusas habían recuperaron el control de la localidad.

## Demografía
La evolución demográfica de Darino entre 2002 y 2021 fue la siguiente:
| 174                            | 144 | 111 |
| (Fuente: Population of Russia) |     |     |

En el censo de 2010, el 99% de la población eran rusos.